# Институт за заштиту и екологију Републике Српске
ЈНУ Институт за заштиту и екологију Републике Српске, Бања Лука основан је 1976. године и регистрован је као јавна научноистраживачка установа у складу са Законом о научноистраживачкој дјелатности и технолошком развоју. Такође је 29. 06. 2004. године уписан у Регистар научноистраживачких институција као јавни научноистраживачки институт, чији је оснивач Република Српска.
Дјелатност Института је дјелатност од општег и посебног друштвеног интереса којом се обезбјеђује остваривање права и дужности правних и физичких лица и остваривање других законом прописаних интереса у области заштите животне средине, заштите на раду и заштите од пожара и представља научнистраживачку и специјалистичку институцију у области заштите животне средине, заштите на раду, заштите од пожара и сродних области и обавља основна, примијењена и развојна истраживања од стратешког значаја за Републику.
ЈНУ Институт за заштиту и екологију Републике Српске, Бања Лука је по унутрашњој организацији, техничко-технолошкој опремљености, научноистраживачком и стручном кадровском потенцијалу, структури пословних партнера и корисника услуга, научноистраживачка, консултанска, пројектна и образовна институција у области заштите и здравља на раду, заштите и унапређења квалитета радне и животне средине, заштите од пожара и експлозија, управљања хемикалијама и енергетске ефикасности грађења.

## Подручје рада
Институт посједује овлаштења за обављање дјелатности из области:
- заштите животне средине,
- заштите и здравља на раду,
- прегледа и испитивања средстава рада и опреме,
- личне заштите и обуке радника из области заштите на раду,
- обављање послова испитивања услова радне средине, односно хемијских, биолошких и физичких штетности и микроклиме,
- типску и прву верификацију сигнално сигурносних постројења и уређаја који се уграђују на мјесту укрштања пута и пруге у нивоу,
- вршење послова прегледа и сервисирања ватродојавних и стабилних система за дојаву пожара
- израду елабората и планова заштите од пожара
- израда дијела техничке документације-машинска, електро и технолошка фаза,
- стручно оспособљавање за рад са опасним хемикалијама и средствима за заштиту биља која садрже опасне хемикалије
- мјерење и процјену електромагнетних поља ради обављања стручних послова заштите од електромагнетних поља фреквентног опсега 5 Hz-400 KHz и 30 MHz-3 GHz и
- превентивни и периодични преглед и испитивање лифтова за вертикални превоз лица и терета на електрични и хидраулични погон, или други механизовани погон у стамбеним, пословним, јавним и другим објектима, фасадни лифтови, коси лифтови, ски лифтови, лифтови на градилиштима, висеће скеле, лифтови за дизање терета у којима није могућ приступ лица, лифтови за инвалиде,
- израду процјене безбједности хемикалије и израда извјештаја о безбједности хемикалије,
- за периодичне прегледе, испитивање и контролу опреме под притиском, покретних посуда под притиском за техничке гасове, покретних посуда под притиском за течни нафтни гас и
- израду и контролу техничке документације из области гасних инсталација, те надзор над њима.

## Корисници научног и стручног рада института
- Министарство за просторно уређење, грађевинарство и екологију РС;
- Министарство здравља и социјалне заштите РС;
- Министарство науке и технологије РС;
- научна јавост;
- државна управа и локална самоуправа,
- понуђачи услуга (консултантских, инжењерских, ESCO услуга),
- образовне институције,
- финансијске институције,
- пројектанти и градитељи,
- производња и трговина грађевинским материјалом, опремом и услугама,
- власници и корисници зграда,
- невладине организације,
- медији.

## Овлашћења за обављање дјелатности
Институт је, у складу са позитивним законским прописима, лиценциран код министарстава у Влади Републике Српске за обављање сљедећих послова:
А) Вршење послова испитивања и сервисирања ватродојавних и стабилних система за дојаву и гашење пожара
Б) Давање стручне оцјене о примјени прописа и стандарда и других норматива заштите од пожара у техничкој документацији и израду елабората заштите од пожара као прилога пројектној документацији за грађење објеката
В) Обављање дјелатности из области заштите животне средине
Г) Вршење анализа и давање мишљења о радним мјестима на којима се стаж осигурања рачуна са увећаним трајањем
Д) Периодични прегледи и испитивања средстава за рад, уређаја, опреме и средстава личне заштите, физичких, хемијских и биолошких штетности микроклиме у рударским објектима и просторијама; Обука, оспособљавање и провјера знања радника за самосталан и безбједан рад, руковање постројењима и уређајима из области рударства и издавање одговарајућих исправа о оспособљености; Обука радника, испитивање и провјера знања о оспособљености за рад и одржавање на противексплозијско заштићеним електричним уређајима и инсталацијама и издавање одговарајућих исправа о оспособљености
Ђ) Обављање издавачке дјелатности Министарство просвјете и културе у Влади Републике Српске
Е) Заштита и здравље на раду, прегледа и испитивања средстава за рад и средстава и опреме за личну заштиту на раду; Обављање послова испитивања услова радне средине, односно хемијских, биолошких и физичких штетности (осим јонизујућих зрачења) и микроклиме
Ж) Периодични прегледи, испитивање и контрола опреме под притиском; Периодични прегледи, испитивање и контрола покретних посуда под притиском за техничке гасове, Периодични прегледи, испитивање и контрола покретних посуда под притиском за течни нафтни гас и Израда и контрола техничке документације из области гасних инсталација, те надзор над њима
З) Процјена безбједности хемикалије и израда извјештаја о безбједности хемикалије
И) Превентивни и периодични преглед и испитивање лифтова за вертикални превоз лица и терета на електрични и хидраулични погон, или други механизовани погон у стамбеним, пословним, јавним и другим објектима, фасадни лифтови, коси лифтови, ски лифтови, лифтови на градилиштима, висеће скеле, лифтови за дизање терета у којима није могућ приступ лица, лифтови за инвалиде
Ј) Мјерење и процјена електромагнетних поља ради обављања стручних послова заштите од електромагнетних поља фреквентног опсега 5 Hz-400 KHz и 30 MHz-3 GHz
К) Стручно оспособљавање за рад са опасним хемикалијама и средствима за заштиту биља која садрже опасне хемикалије
Л) Обављање стручног оспособљавања возача моторних возила којим се превозе опасне материје (АДР)
Љ) Израда дијела техничке документације-архитектонска, машинска, електро и технолошка фаза за објекте за које одобрење за грађење издаје орган јединице локалне самоуправе
М) Овлашћење за обављање послова из области заштите на раду у простору угроженом експлозивном атмосфером